# حقوق ال‌جی‌بی‌تی در اوکراین
افراد لزبین، همجنس‌گرا، دوجنس‌گرا و ترنس‌جندر (LGBT) در اوکراین با چالش‌های قانونی و اجتماعی مواجه هستند که افراد غیردگرباش با آن مواجه نیستند. از لحاظ تاریخی، نگرش‌های اجتماعی و سیاسی غالب نسبت به افراد دگرباش جنسی ناسازگار بوده‌است و شواهد قوی نشان می‌دهد که این نگرش در بخش‌هایی از جامعه گسترده‌تر باقی مانده‌است. از زمان سقوط اتحاد جماهیر شوروی و استقلال اوکراین در سال ۱۹۹۱، جامعه دگرباشان جنسی اوکراین به تدریج قابل مشاهده تر و از نظر سیاسی سازماندهی شده‌است و چندین رویداد دگرباشان جنسی را در کی‌یف، اودسا، خارکوف و کریفیی ریه سازماندهی می‌کند.
در یک مطالعه اروپایی در سال ۲۰۱۰، ۲۸ درصد از اوکراینی‌های شرکت‌کننده بر این باور بودند که افراد دگرباش جنسی باید آزادانه و هر طور که می‌خواهند زندگی کنند، این کمترین تعداد در بین تمام کشورهای اروپایی مورد نظرسنجی به جز روسیه بود. در سال ۲۰۱۵، پارلمان اوکراین قانون ضد تبعیض استخدامی را تصویب کرد که گرایش جنسی و هویت جنسیتی را پوشش می‌دهد، و در سال ۲۰۱۶، مقامات اوکراینی روند انتقال را برای افراد ترنس‌جندر ساده کردند و به مردان همجنس‌گرا و دوجنس‌گرا اجازه اهدای خون دادند. در سال ۲۰۲۳، انجمن بین‌المللی لزبین‌ها، همجنس‌گرایان، دوجنس‌گرایان، ترنس‌ها و اینترسکس‌ها، اوکراین را از نظر قوانین حقوق دگرباشان جنسی در رتبه ۳۹ از میان ۴۹ کشور اروپایی قرار داد، مشابه کشورهای لیتوانی و رومانی که عضو اتحادیه اروپا هستند. طبق قانون اساسی ۱۹۹۶، ازدواج به زوج‌های دگرجنس‌گرا محدود می‌شود.
در اعلامیه سال ۲۰۱۱ مجمع عمومی سازمان ملل متحد برای حقوق دگرباشان جنسی، اوکراین تنها کشور اسلاوی شرقی بود که حمایت خود را اعلام کرد. در اواخر سال ۲۰۲۲، پارلمان به اتفاق آرا لایحه مقررات رسانه ای را تصویب کرد که سخنان نفرت‌انگیز و تحریک بر اساس گرایش جنسی یا هویت جنسی را ممنوع می‌کرد. در مارس ۲۰۲۳، یک لایحه پارلمانی برای اتحادیه‌های مدنی ارائه شد.

## قانونی بودن فعالیت جنسی همجنسگرایان
در سال ۱۹۹۱، قانون جزا مورد بازنگری قرار گرفت تا از حق حفظ حریم خصوصی بهتر محافظت شود و همجنس‌گرایی قانونی شد. امروزه، قانون مربوط به فعالیت جنسی همجنس‌گرایان است که شامل فحشا با افراد زیر سن قانونی رضایت یا رفتار عمومی است که نقض استانداردهای عفت عمومی تلقی می‌شود. سن رضایت ۱۶ سال تعیین شده‌است، بدون توجه به جنسیت یا گرایش جنسی.
در ماده ۱۵۵ این قانون آمده‌است: جماع با افراد زیر ۱۶ سال توسط افراد بالای ۱۸ سال مستوجب مجازات است. علاوه بر این، مطابق ماده ۱۵۲ (از ژانویه ۲۰۱۹) رابطه جنسی با افراد زیر ۱۴ سال (صرف نظر از رضایت داوطلبانه آنها) تجاوز جنسی محسوب می‌شود. از سال ۲۰۱۸، قانون دیگر به مفهوم «بلوغ جنسی» که در چارچوب قانونی سابق وجود داشت اشاره نمی‌کند.

## شناخت روابط همجنس گرایان
اصل ۵۱ قانون اساسی، مصوب ۱۹۹۶، به‌طور خاص ازدواج را به عنوان پیوند داوطلبانه بین زن و مرد تعریف می‌کند. هیچ شناخت قانونی برای ازدواج همجنس‌گرایان وجود ندارد، و همچنین هیچ نوع شناسایی محدودتری برای زوج‌های همجنس وجود ندارد.
در ۲۳ نوامبر ۲۰۱۵، دولت یک برنامه اقدام برای اجرای استراتژی ملی حقوق بشر در دوره منتهی به سال ۲۰۲۰ تصویب کرد که شامل وعده پیش نویس لایحه ایجاد مشارکت مدنی ثبت شده برای زوج‌های همجنس و غیر همجنس تا سال ۲۰۱۷ است. با این حال، در اوایل سال ۲۰۱۸، وزارت دادگستری اعلام کرد که "توسعه و ارائه پیش نویس قانون به دولت در مورد قانونی کردن مشارکت مدنی ثبت شده در اوکراین به دلیل «درخواست‌های متعدد از سوی شوراهای منطقه‌ای، شورای کلیساها و دیگر سازمان‌های مذهبی قابل اجرا نیست».
در ژوئن ۲۰۱۸، وزارت دادگستری تأیید کرد که در حال حاضر «هیچ دلیل قانونی» برای ازدواج همجنس‌گرایان و مشارکت مدنی در اوکراین وجود ندارد.
در ژوئیه ۲۰۲۲، طوماری در اوکراین که خواستار قانونی شدن ازدواج همجنس‌گرایان شده بود به بیش از ۲۸۰۰۰ امضا رسید و تمام طومارها در اوکراین که به بیش از ۲۰۰۰۰ امضا می‌رسند به‌طور خودکار بررسی رئیس‌جمهور اوکراین را آغاز می‌کنند. در ۲ اوت ۲۰۲۲، در پاسخ به این درخواست، ولودیمیر زلنسکی از دولت اوکراین خواست تا قانونی کردن ازدواج همجنس گرایان را مطالعه کند، در حالی که همچنین اظهار داشت که تا زمانی که جنگ روسیه و اوکراین ادامه دارد، هیچ اقدامی نمی‌تواند انجام شود، زیرا قانون اساسی در زمان جنگ قابل تغییر نیست، اما این امکان وجود دارد که اتحادیه‌های همجنس گرایان توسط دادگاه قانون اساسی اوکراین روشن شود یا شراکت همجنس گرایان قانونی شوند. این جنگ تلاش‌هایی را برای قانونی کردن ازدواج همجنس‌گرایان برای اطمینان از اینکه شرکای سربازان همجنس‌گرا از حقوق و امتیازات یکسانی برخوردار می‌شوند که به کسانی که در ازدواج‌های قانونی به رسمیت شناخته شده‌اند اعطا می‌شود و فعالان به خدمات پرسنل نظامی دگرباش جنسی اشاره می‌کنند که نگرش خود را نسبت به دگرباشان تغییر داده‌است.